# Antarchaea rhodarialis
Antarchaea rhodarialis är en fjärilsart som beskrevs av Walker 1859. Antarchaea rhodarialis ingår i släktet Antarchaea och familjen nattflyn. Inga underarter finns listade i Catalogue of Life.